# Аркімеде Нарді
Аркімеде Нарді (італ. Archimede Nardi, 19 квітня 1916, Рим — ?) — італійський футболіст, що грав на позиції воротаря.

## Ігрова кар'єра
Вихованець футбольного клубу «Рома». В першій команді вперше зіграв в товариському матчі в березні 1935 року проти «Мессіни» (6:3). До кінця того сезоні зіграв ще в двох товариських матчах. Перший офіційний поєдинок зіграв влітку 1936 року в Кубку Мітропи. За відсутності основного воротаря клубу Гвідо Мазетті в першому матчі 1/8 фіналу проти «Рапіда» грав більш досвідчений Джованні Дзукка, який пропустив 3 голи, а команда поступилась з рахунком 1:3. В матчі-відповіді вийшов 20-річний Нарді, а римській команді вдалося перемогти сильного суперника з рахунком 5:1 і вийти у наступний раунд. В першій чвертьфінальній грі проти празької «Спарти» виступав також Аркімеде. Матч завершився поразкою 0:3. У другій грі, що принесла нічию 1:1, грав уже Мазетті.
В сезоні 1936/37 Нарді на деякий час став другим воротарем клубу. За відсутності Мазетті, він зіграв у трьох поєдинках Серії А, але не зумів себе проявити і пропустив 9 голів. Серед них матч проти «Ювентуса», що завершився поразкою з рахунком 1:5. Аркімеде ще два роки залишався в резерві команди, не зігравши жодного офіційного матчу.
В 1939 році перейшов у «Салернітану», що виступала в Серії С. Далі грав у «Стабії», знову «Салернітані», а також маловідомих клубах «Авія», «Трастевере», «Тріофале Рома» і «Латіна».

## Статистика виступів

### Статистика виступів у кубку Мітропи
| №                      | Розіграш               | Стадія                 | Дата та місце проведення | Команда 1              | Рахунок                                           | Команда 2      | Голи та інші дії |
| ---------------------- | ---------------------- | ---------------------- | ------------------------ | ---------------------- | ------------------------------------------------- | -------------- | ---------------- |
| 4                      | 1936                   | 1/8                    | 28.06.1936, Рим          | Рома                   | 5:1 [Архівовано 21 січня 2021 у Wayback Machine.] | Рапід (Відень) |                  |
| 5                      | 1936                   | 1/4                    | 4.07.1936, Прага         | Спарта (Прага)         | 3:0 [Архівовано 22 січня 2021 у Wayback Machine.] | Рома           |                  |
| Всього в Кубку Мітропи | Всього в Кубку Мітропи | Всього в Кубку Мітропи | Всього в Кубку Мітропи   | Всього в Кубку Мітропи | 2                                                 |                | -4               |